# (972) Cohnia
(972) Cohnia és un asteroide del cinturó principal descobert per l'astrònom Maximilian Franz Wolf en 1922 des de l'observatori de Heidelberg-Königstuhl, Alemanya.
Deu el nom a l'astrònom alemany Fritz Cohn (1866-1921).
S'estima que té un diàmetre de 75,65 ± 1,9 km. La seva distància mínima d'intersecció de l'òrbita terrestre és d'1,35654 ua.
Les observacions fotomètriques recollides d'aquest asteroide mostren un període de rotació de 18,47 hores, amb una variació de lluentor de 9,50 de magnitud absoluta.